# Концедалов, Роман Игоревич
Рома́н И́горевич Концеда́лов (род. 11 мая 1986, Валуйки, Белгородская область) — российский футболист, полузащитник.

## Карьера

### Клубная

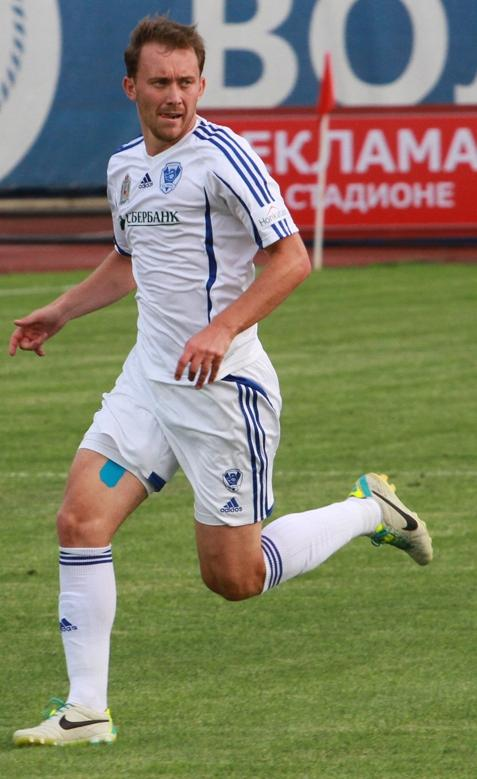
Концедалов в «Волге»

Футболом начал заниматься в Валуйках, впоследствии перебрался в ДЮСШ волгоградской «Олимпии» (тренер Леонид Слуцкий). В 17-летнем возрасте попал в «Титан» Реутов, однако так и не сыграл ни одного официального матча за клуб. В «Локомотиве» играл с 2004 года. В 2005—2006 годах находился в аренде в нальчикском «Спартаке». Гол Концедалова со штрафного в домашней встрече против новосибирского «Чкаловца» стал победным для его команды. Эта победа обеспечила нальчанам участие в Премьер-лиге на следующий сезон. Дебют Романа в РФПЛ состоялся 18 марта 2006 года в матче первого тура против «ЦСКА» (0:1). 6 июля 2006 года забил свой первый гол за «Спартак» в Премьер-лиге. В 2007 году был возвращён в «Локомотив», в основном составе которого сыграл в 12 матчах в чемпионате страны и трёх кубковых встречах, став с «Локомотивом» обладателем данного трофея. В мае 2008 года после завершения первой части чемпионата Роман, заявленный за «Локомотив», но не сыгравший ни одного матча за основную команду, на правах аренды перешёл в «Томь». В межсезонье 2009 года на правах аренды вернулся в «Спартак-Нальчик», где выступал в течение сезона. 16 февраля 2010 года  клуб из Нальчика выкупил права на игрока. 2 мая 2011 года в домашнем поединке против «Динамо» Роман провёл свой сотый матч в футболке нальчикского клуба. 28 декабря 2011 года стало известно, что Концедалов был признан игроком года по версии СМИ Кабардино-Балкарии. Лучшим голом, забитым спартаковцами в 2011 году, журналисты признали мяч, который Роман провёл со штрафного в ворота питерского «Зенита» в матче третьего тура. 28 июня 2012 года стало известно о том, что Роман продолжит карьеру в «Мордовии» Саранск. Клуб заключил с игроком арендное соглашение сроком на полгода, с дальнейшей возможностью выкупа контракта. В матче 13 тура сезона 2012/13 против московского «Спартака» вышел на поле в футболке, на которой его фамилия была написана неправильно — «Концендалов» вместо «Концедалов». В феврале 2013 года вернулся в нальчинский «Спартак» по окончании арендного соглашения с «Мордовией» и изъявил желание стать свободным агентом. В ноябре 2012 года обратился в Палату по разрешению споров с просьбой разорвать договор с клубом из Нальчика, действие которого было приостановлено на время аренды. Поводом для разрыва соглашения стали финансовые претензии игрока к нальчанам. Однако доиграл сезон до конца, в том числе в переходных матчах за право участвовать в Премьер-Лиге — 2013/14. 27 июня 2013 года подписал контракт с нижегородской «Волгой».
16 января 2015 года подписал контракт с махачкалинским «Анжи».
31 августа 2015 года заявлен за белгородский «Энергомаш». В 2016 и 2017 годах играл за «Кубань», вновь «Энергомаш» и «Ротор-Волгоград».
В 2021 году — игрок команды СШ-75, участницы Чемпионата Москвы в Лиге «А» в рамках III дивизиона.

### В сборной
Выступал за юношескую и молодёжную сборную России, в составе которой провёл 9 матчей, забил гол. Летом 2011 года получил вызов во вторую сборную, в составе которой дебютировал 10 августа в победном (2:1) матче против молодёжной сборной России.

## Достижения
- Обладатель Кубка России: 2006/2007.

## Статистика выступлений
| Клуб               | Сезон            | Чемпионат | Чемпионат | Кубок | Кубок | Итого | Итого |
| Клуб               | Сезон            | Игры      | Голы      | Игры  | Голы  | Игры  | Голы  |
| ------------------ | ---------------- | --------- | --------- | ----- | ----- | ----- | ----- |
| Спартак (Нальчик)  | 2005             | 20        | 3         | 0     | 0     | 20    | 3     |
| Спартак (Нальчик)  | 2006             | 27        | 5         | 1     | 0     | 28    | 5     |
| Спартак (Нальчик)  | Итого            | 47        | 8         | 1     | 0     | 48    | 8     |
| Локомотив (Москва) | 2007             | 12        | 0         | 4     | 0     | 16    | 0     |
| Томь               | 2008             | 17        | 0         | 1     | 0     | 18    | 0     |
| Спартак-Нальчик    | 2009             | 22        | 0         | 1     | 0     | 23    | 0     |
| Спартак-Нальчик    | 2010             | 24        | 4         | 0     | 0     | 24    | 4     |
| Спартак-Нальчик    | 2011/12          | 40        | 7         | 0     | 0     | 40    | 7     |
| Спартак-Нальчик    | 2012/13          | 12        | 0         | 0     | 0     | 12    | 0     |
| Спартак-Нальчик    | Итого            | 98        | 11        | 1     | 0     | 99    | 10    |
| → Мордовия         | 2012/13          | 10        | 0         | 1     | 0     | 11    | 0     |
| Волга (НН)         | 2013/14          | 23        | 0         | 0     | 0     | 23    | 0     |
| Волга (НН)         | 2014/15          | 6         | 1         | 0     | 0     | 6     | 1     |
| Волга (НН)         | Итого            | 29        | 1         | 0     | 0     | 29    | 1     |
| Анжи               | 2014/15          | 12        | 0         | 0     | 0     | 12    | 0     |
| Энергомаш          | 2015/16          | 9         | 3         | 0     | 0     | 9     | 3     |
| Кубань             | 2015/16          | 7         | 0         | 1     | 0     | 8     | 0     |
| Кубань             | 2016/17          | 2         | 0         | 0     | 0     | 2     | 0     |
| Кубань             | Итого            | 9         | 0         | 1     | 0     | 10    | 0     |
| Всего за карьеру   | Всего за карьеру | 243       | 23        | 9     | 0     | 252   | 23    |

(откорректировано по состоянию на 28 февраля 2017 года)

## Семья
Младший брат Алексей Концедалов — также футболист.